# Димитър Попов (историк)
Вижте пояснителната страница за други личности с името Димитър Попов.
Димитър Петров Попов е български историк, траколог.

## Биография
Проф. Димитър Петров Попов е роден е на 17 април 1950 г. в София. Завършва история в Софийски университет „Св. Климент Охридски“ през 1973 г. Защитава докторантура през 1977 и става асистент към Катедрата по стара и средновековна обща история в Историческия факултет на Софийския университет „Св. Климент Охридски“ (1978), където работи до края на живота си. През 1980 г. специализира в Рим. От 1984 е доцент, а от 1997 професор по стара история. През 1995 г. защитава докторска дисертация „Богът с много имена“ и става доктор на историческите науки. През 1991 – 1995 г. е заместник декан на Историческия факултет.
В периода 1985 – 1990 г. е ръководител на секция „История и археология“ в Института по тракология при БАН.
От 1999 до 2007 г. ръководи катедрата по стара история, тракология и средновековна история. През 2010 г. е удостоен с Голямата награда за научна и изследователска дейност на Софийския университет, а през 2012 г.= с наградата „Питагор“ на СУ.
Автор е на над двеста публикации за историята и културата на древните траки.
Умира на 3 август 2015 г. в София.

## Трудове/ книги
- 1989 – Залмоксис: Религия и общество на траките, София: СУ
- 1995 – Богът с много имена, София: Свят, ISBN 9548223198
- 1998 – История на България от древността до наши дни
- 1999 – Тракология
- 2002 – Древен Рим: История и култура
- 2004 – Древни общества и култури: Гърция, Тракия, Рим
- 2007 – Тракийските царе: поведение и превъплъщения
- 2009 – Древна Тракия: история и култура
- 2009 - Гръцките интелектуалци и тракийският свят; 2013 прераб. изд. София: Изток-запад, ISBN: 978-619-152-159-3
- 2010 – Тракийска религия; 2014 прераб. изд. София: Изток-запад ISBN: 978-619-152-349-8
- 2011 – Траки: исторически и културен обзор
- 2012 – Приказна Древна Тракия, София: Изток запад, ISBN: 978-619-152-059-6
- 2012 – Тракийската богиня Бендида
- 2015 – Спартак Тракиецът